# 아밋 싱할
아밋 싱할(Amit Singhal, 본명: Amitabh Kumar "Amit" Singhal, 1968년 9월 ~ )은 구글의 전 부사장이며 구글 펠로이자 15년 간 활동한 구글 검색 팀의 수석이다. 성희롱 혐의가 잇따르자 2016년 2월 26일 구글을 떠났다.
2017년 소프트웨어 공학 부문의 부사장으로 우버에 합류했으나 구글에 있던 당시 성희롱 혐의를 밝히는데 실패하면서 사임을 요청받았다.